# Ingvar Lidskog
Måns Ingvar Gustaf Lidskog, född 12 september 1919 i Mörlunda i Småland, död 30 oktober 2010 i Nyköping i Södermanland, var en svensk ämbetsman och folkpartisk politiker.

## Biografi
Lidskog arbetare som lantmätare i olika delar av Sverige innan han år 1953 fick tjänst i Domänstyrelsen, där han åren 1957–1967 var avdelningsdirektör och chef för fastighetskontoret. Han var kommunalråd i Vallentuna åren 1968–1973 och i juni–december 1960 var han riksdagsledamot i andra kammaren för Stockholms läns valkrets.